# بارك مين
بارك مين (6 مايو 1986 بسول في كوريا الجنوبية - ) هو لاعب كرة قدم كوري جنوبي في مركز الوسط. لعب مع نادي غوانغجو ونادي أنيانغ ونادي جيونجنام ‏ ونادي غانغوون.

## وصلات خارجية
- بارك مين على موقع دوري كوريا الجنوبية (الإنجليزية)
- بارك مين على موقع قاعدة بيانات كرة القدم.إي يو (الإنجليزية)